# نويل بوتشر
نويل بوتشر (بالإنجليزية: Noel Butcher)‏ هو قاضي صلح ‏ ومهندس معادن ‏ وسياسي أسترالي، ولد في 19 نوفمبر 1894 في أستراليا، وتوفي في 23 يناير 1968 في أستراليا بسبب حادث مرور. انتخب عضو الجمعية التشريعية لأستراليا الغربية عن دائرة Electoral district of Gascoyne ‏ (13 أكتوبر 1951 – 14 فبراير 1953).